# Geositta saxicolina
Mineiro-d'asa-escura ou curriqueiro-andino (Geositta saxicolina) é uma espécie de ave da família Furnariidae.
É endémica de Peru.
Os seus habitats naturais são: campos rupestres subtropicais ou tropicais.